# Bad Piggies
Bad Piggies (littéralement: Mauvais Cochons) est un jeu vidéo de puzzle développé et édité par Rovio Entertainment, sorti en 2012 sur Windows, Mac, iOS, Android, BlackBerry OS et Windows Phone.
Il s'agit d'un jeu dérivé de la série Angry Birds.

## Système de jeu
Le joueur doit aider les cochons verts (Ross, le cochon aux taches de rousseur, le cochon mécanique et le roi cochon) de la série à créer des machines composées de blocs (hélices, ressorts, roues, etc.) qui leur permettront de rejoindre des endroits éloignés pour trouver les œufs.

## Accueil
- Gamezebo : 4,5/5[1]
- IGN : 9,2/10[2]
- Jeuxvideo.com : 17/20[3]
- Pocket Gamer : 8/10[4]
- TouchArcade : 5/5[5]